# Белый Колодезь (Арсеньевский район)
Белый Колодезь — село в Арсеньевском районе Тульской области России.
В рамках административно-территориального устройства является центром Белоколодезского сельского округа Арсеньевского района, в рамках организации местного самоуправления входит в Астаповское муниципальное образование со статусом сельского поселения в составе муниципального района.

## География
Расположено в верховьях реки Железницы в 16 км к востоку от посёлка Арсеньево и в 72 км к юго-западу от Тулы. На южной окраине села имеется пруд.
В 2 км к юго-западу от села расположена ж.-д. станция Истьино на линии Козельск — Горбачёво. Через село проходит тупиковая автодорога от станции к посёлку Октябрьскому.

## Население
| 2002 | 2010 | 2014 | 2015 |
| ---- | ---- | ---- | ---- |
| 404  | ↘401 | ↗426 | ↗428 |

Национальный состав: русские — 87 %, рутульцы — 3 %, украинцы — 3 %.

## Инфраструктура
Имеются школа, детский сад, дом культуры, библиотека, магазины, столовая, действует сельскохозяйственный производственный кооператив.